# Carac

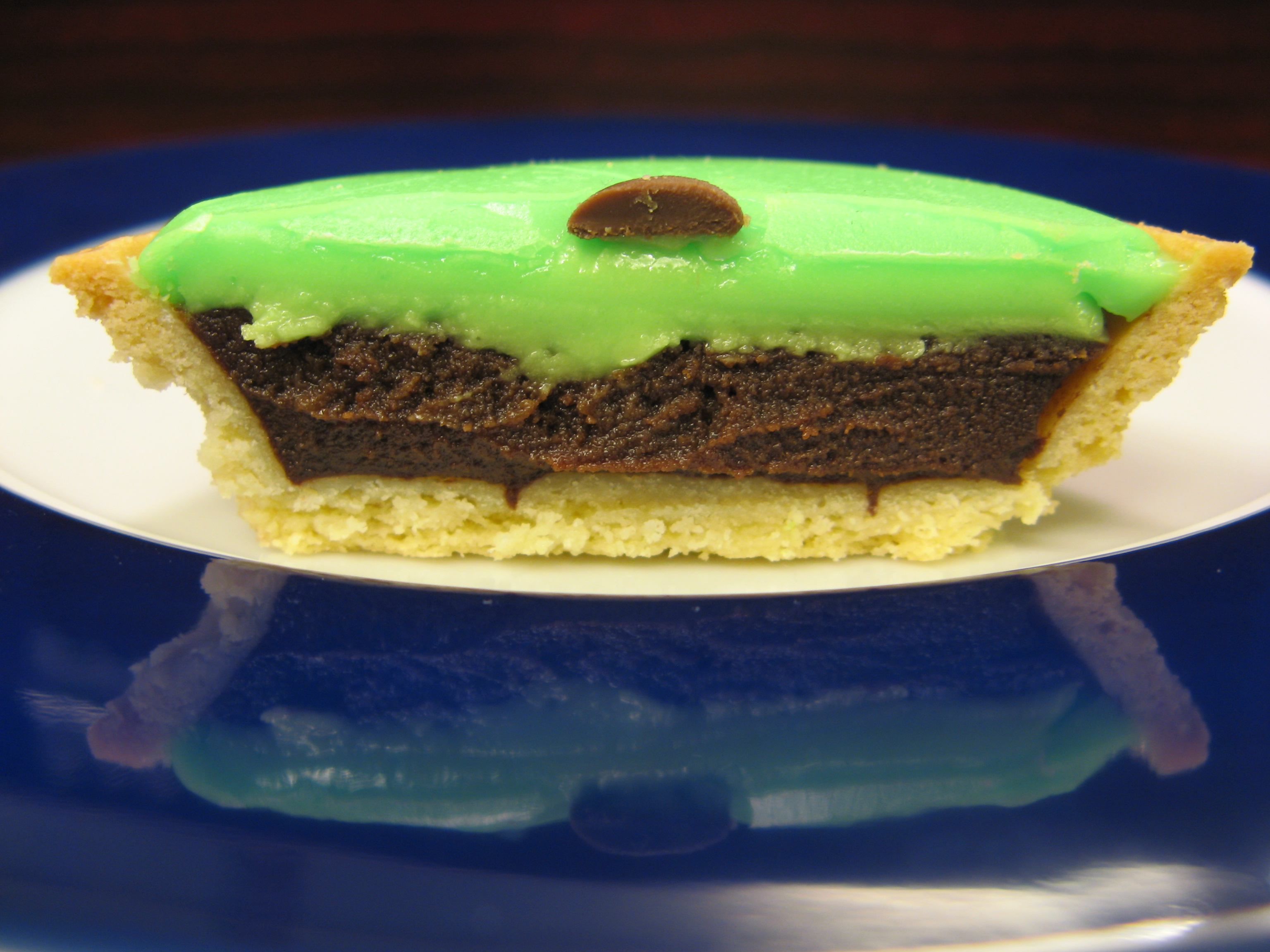
Carac im Querschnitt

Carac ist ein Pâtisserie-Gebäck aus der Schweiz (ursprünglich aus der Romandie). Es ist ein kleines Törtchen von ca. 5–7 cm Durchmesser mit charakteristischer grüner Farbe und einem Schokoladenpunkt.
Basis ist ein Tortenboden aus gebackenem Mürbeteig. Dort hinein wird eine Ganache gegossen, die aus zwei Teilen Schokolade und einem Teil Rahm besteht. Nach dem Auskühlen der Masse wird eine Aprikotur aufgebracht und mit grüner Fondantglasur abgedeckt. Am Schluss wird noch ein Punkt aus Couverture daraufgesetzt.
Zu aktuellen Anlässen werden Caracs mit verschiedenen Motiven versehen – ausnahmsweise kann die Farbe auch nicht grün sein.

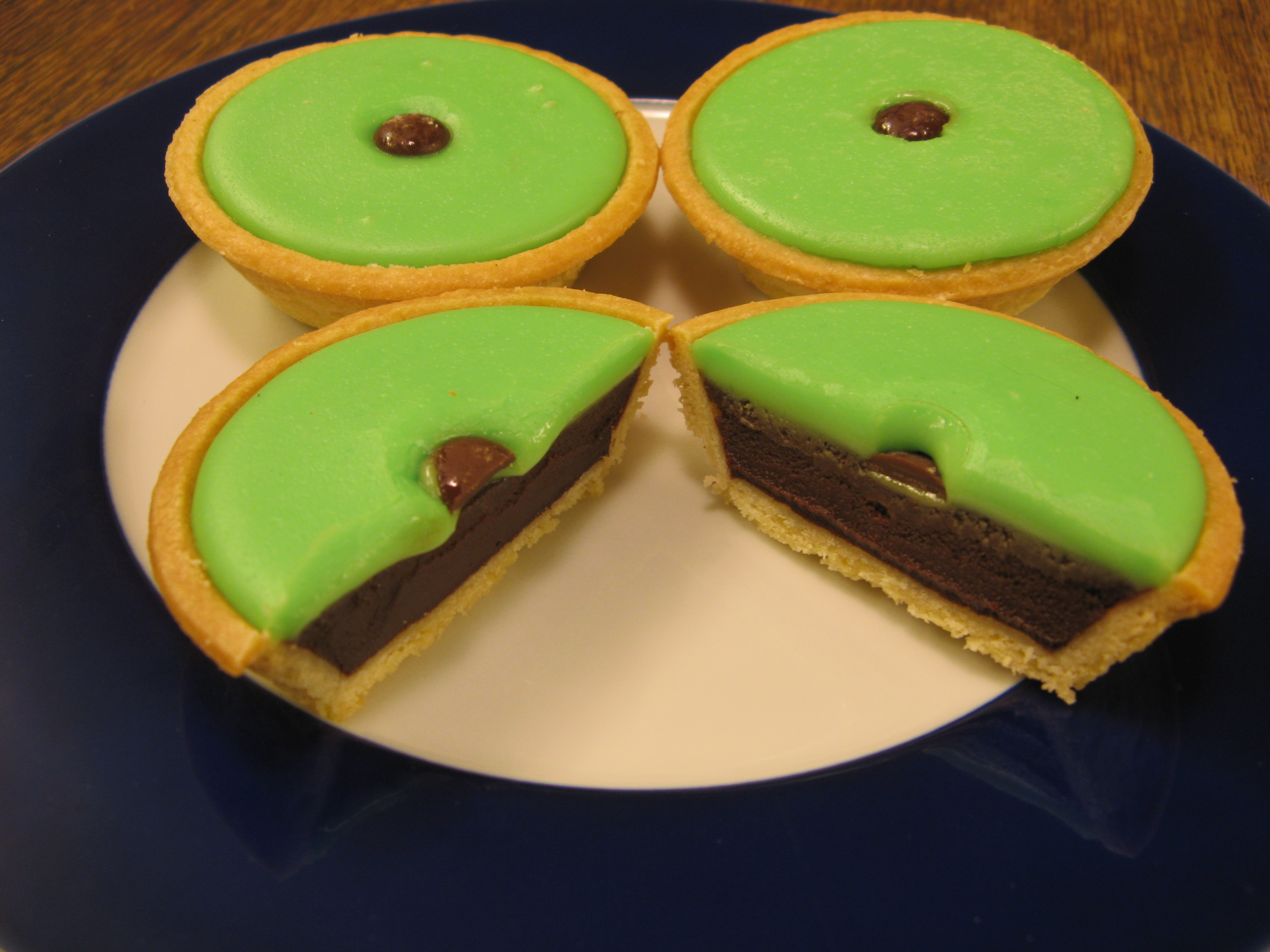
Carac aufgeschnitten
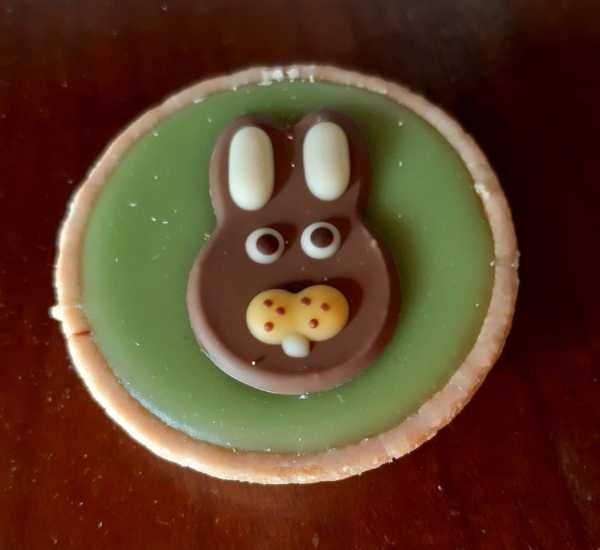
Carac zu Ostern
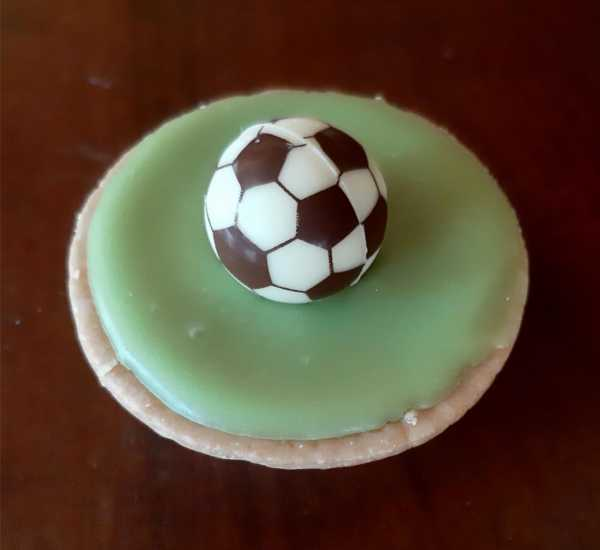
Carac zu Fußball-Meisterschaft
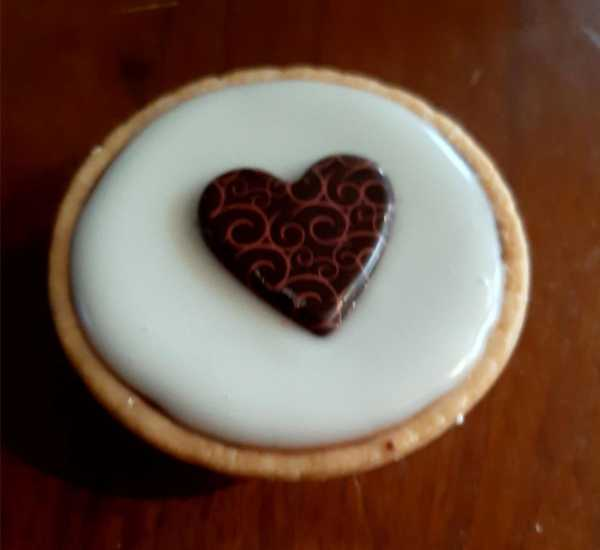
Carac zum Valentinstag
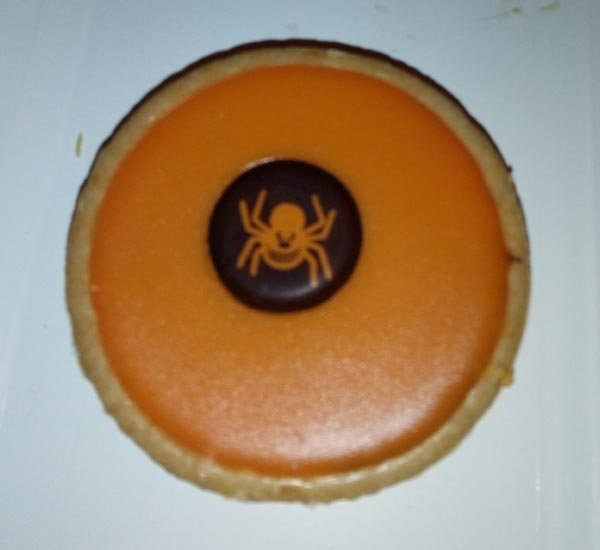
Carac zu Halloween